# Fucus
El Fucus (Fucus vesiculosus) és una alga de la família de les Fucàcies i és conegut vulgarment com a alga de bufetes o alzina de mar. La seva distribució es troba a les costes occidentals del mar Bàltic, al mar del Nord, puix que és una de les algues més habituals a les illes britàniques, i a l'oceà Pacífic i Atlàntic. És una espècie de distribució mediolitoral i pel que fa al Principat, no és gaire comuna, ja que no es troba a la mar Mediterrània.

## Etimologia
El nom genèric del Fucus deriva del nom del seu ordre, ordre Fucales. Pel que fa al nom de l'epítet (vesiculosus) prové dels aerocists característics que l'alga té a la superfície. Aquests aerocists són vesícules plenes de gas que, en alguns feòfits, serveixen de flotador.

## Descripció
El Fucus vesiculosus és una alga que fa fins a un metre; es troba en zones rocoses i mediolitorals, on formen bandes de vegetació. El seu color és verd fosc quan es troba al seu hàbitat, i bru fosc quan es troba dessecada.
El seu tal·lus és pla, acabat en uns lòbuls i amb ramificacions dicòtomes.
Altra estructura important d'aquest cormòfit és l'abundància d'aerocists. Aquestes vesícules, que els permeten la flotabilitat, se'n troben agrupades en parells a banda i banda del nervi central.
Als extrems de les ramificacions hi ha els receptacles, que són les cavitats fèrtils de l'alga. A l'interior d'aquests receptacles trobem els conceptacles, unes cavitats on es desenvolupen els gametangis masculins o femenins (el fucus és dioic).

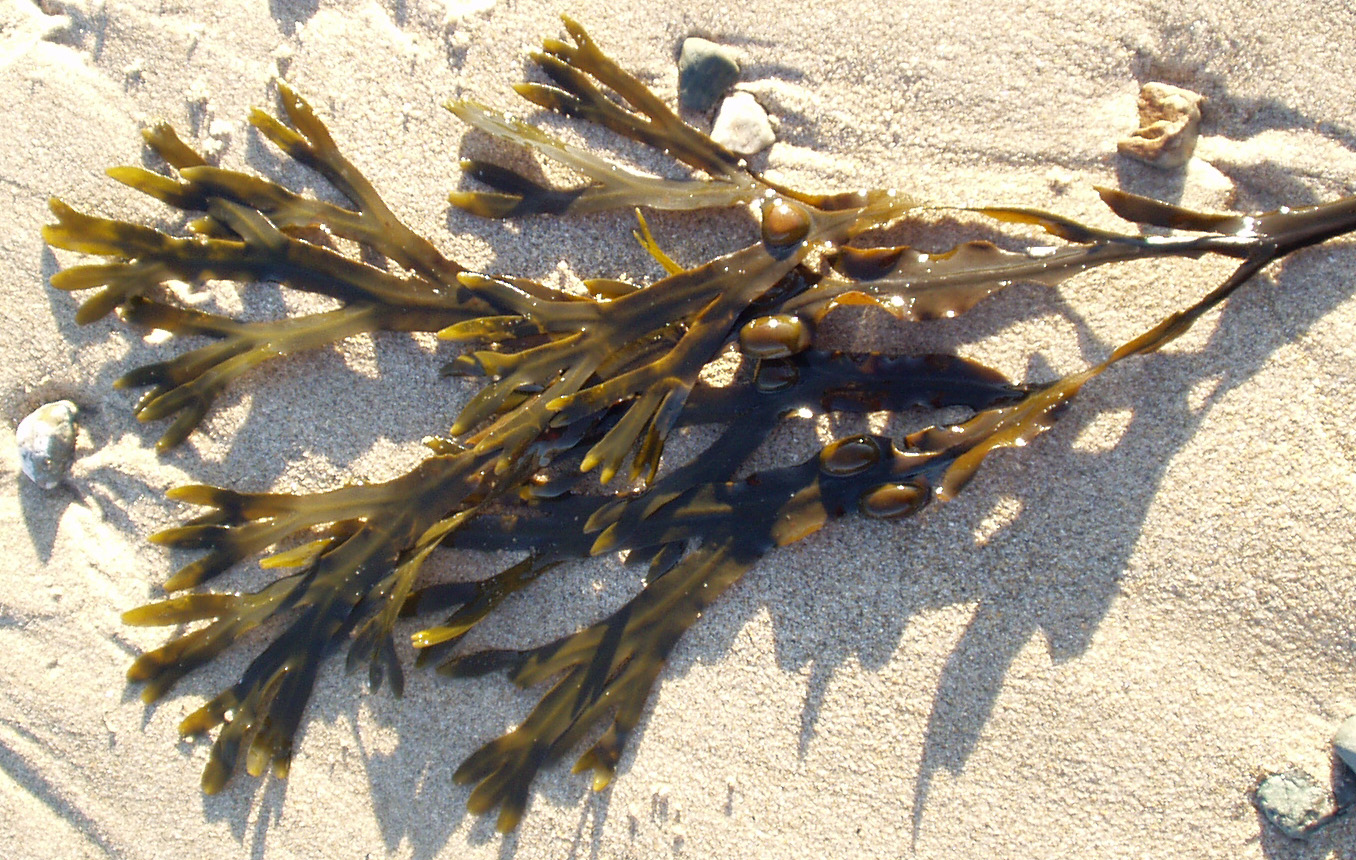
Fucus

D'una banda, en els gametangis masculins o espermatogonis, la cèl·lula mare, que és diploide, pateix una meiosi i se n'originen quatre cèl·lules. Cada cèl·lula (haploides) es divideix quatre cops més, però ara per mitosi i donen lloc a 64 gàmetes masculins per espermatogoni.
D'altra banda, els gametangis femenins segueixen el mateix cicle, fent una divisió meiòtica de la cèl·lula mare i generant 4 cèl·lules haploides. Tot seguit, fan una mitosi i originen 8 gàmetes femenins o oosferes.
Un cop fetes les divisions, els gàmetes (zoogàmetes i oosferes) s'uneixen al medi extern, és a dir, a l'aigua, i donen lloc a un zigot. Aquest comença a germinar i arriba a una etapa final: la formació d'un tal·lus adult idèntic a l'inicial. Resumint, podem dir que el cicle reproductiu del fucus és monogenètic i diploide.

## Farmacologia

### Composició química
La part utilitzada del Fucus vesiculosus és el tal·lus. Aquest està format per diverses substàncies que li donen diferents qualitats. En són aquestes:
- Glúcids (65%): És molt ric en polisacàrids heterogenis tipus mucílags.
  - Alginats (18-28%)
  - Fucoïdina
  - Laminarina
- Polialcohol: mannitol o sorbitol.
- Tanins.
- Oligoelements i sals minerals (10-15%): 
  - Ric en sals de iode (0,03-0,08%), d'arsènic i de potassi.
  - Altres de minoritaris com clorurs i bromurs, ferro, magnesi, calci i sílice.
- Vitamines i provitamines A i D: té una quantitat significativa de vitamina C i d'un carotenoide precursor de vitamina A, la fucoxantina.
- Lípids (1-2%).
- Proteïnes (4-5%).
  - Aquesta composició pot presentar variacions en els nivells de mucílags, que són superiors a l'estiu i la tardor, i en el seu contingut en metalls, sobretot en metalls pesants. Com és una espècie molt susceptible a la contaminació, la concentració de metalls depèn de la proximitat del fucus a la costa.

### Accions farmacològiques
- Estimulant tiroidal: gràcies a l'abundància de iode. Així també s'afavoreixen els processos catabòlics i es fa servir per al tractament del sobrepès.
- Laxant: té aquest efecte quan el mucílag entra en contacte amb l'aigua. Es forma un gel viscós i voluminós que incrementa el volum dels excrements, promou el peristaltisme i li confereix l'efecte laxant mecànic. L'efecte laxant es manifesta després de les 24 hores de la seva administració.
- Saciant: els mucílags d'aquesta alga tenen una gran capacitat per captar l'aigua dels sucs gastrointestinals, d'aquesta manera, augmenten de grandària i produeixen una sensació de sacietat.
- Hipoglucemiant i hipolipemiant: els mucílags del fucus augmenten la viscositat del quim, disminuint l'absorció oral de glúcids i dels lípids, respectivament. En aquesta activitat farmacològica també intervé la laminarina.
- Diürètic: gràcies a les sals de potassi.
- Protector de les mucoses digestives: els alginats tenen una gran capacitat d'adherència i les solucions col·loidals revesteixen les mucoses.
- Antidiarreic: gràcies al seu poder absorbent.

### Toxicitat
- Iodisme: si aquesta alga és utilitzada sense control, per perdre pes o si es presenta hipersensibilitat al fucus, pot donar lloc a un quadre d'intoxicació anomenat iodisme. Aquest es deu a una hiperactivitat tiroidal que ve acompanyada d'ansietat, insomni, taquicàrdia i palpitacions.
- A causa d'una ingesta d'aigua no adequada, pot produir obstruccions, en diferents zones de l'aparell digestiu, com per exemple a l'intestí o a l'esòfag.
- En el cas de dones embarassades, no és recomanable la ingesta de Fucus vesiculosus perquè pot produir malformacions arteriovenoses al fetus. Tampoc és recomanable durant la lactància, ja que mitjançant la llet materna pot arribar al lactant una alta concentració de iode.

## Observacions
Aquesta alga fucàcia pot tenir interacció amb altres medicaments, com és el cas dels medicaments per diabètics, i pot produir hipoglucèmies. També es pot donar una hipoglucèmia perquè pot potenciar els efectes de la insulina.
Podem trobar el fucus de diferents formes: en càpsules, pomades, pols, fresc, sec, etc. Cada forma galènica té la seva posologia.

## Galeria d'imatges

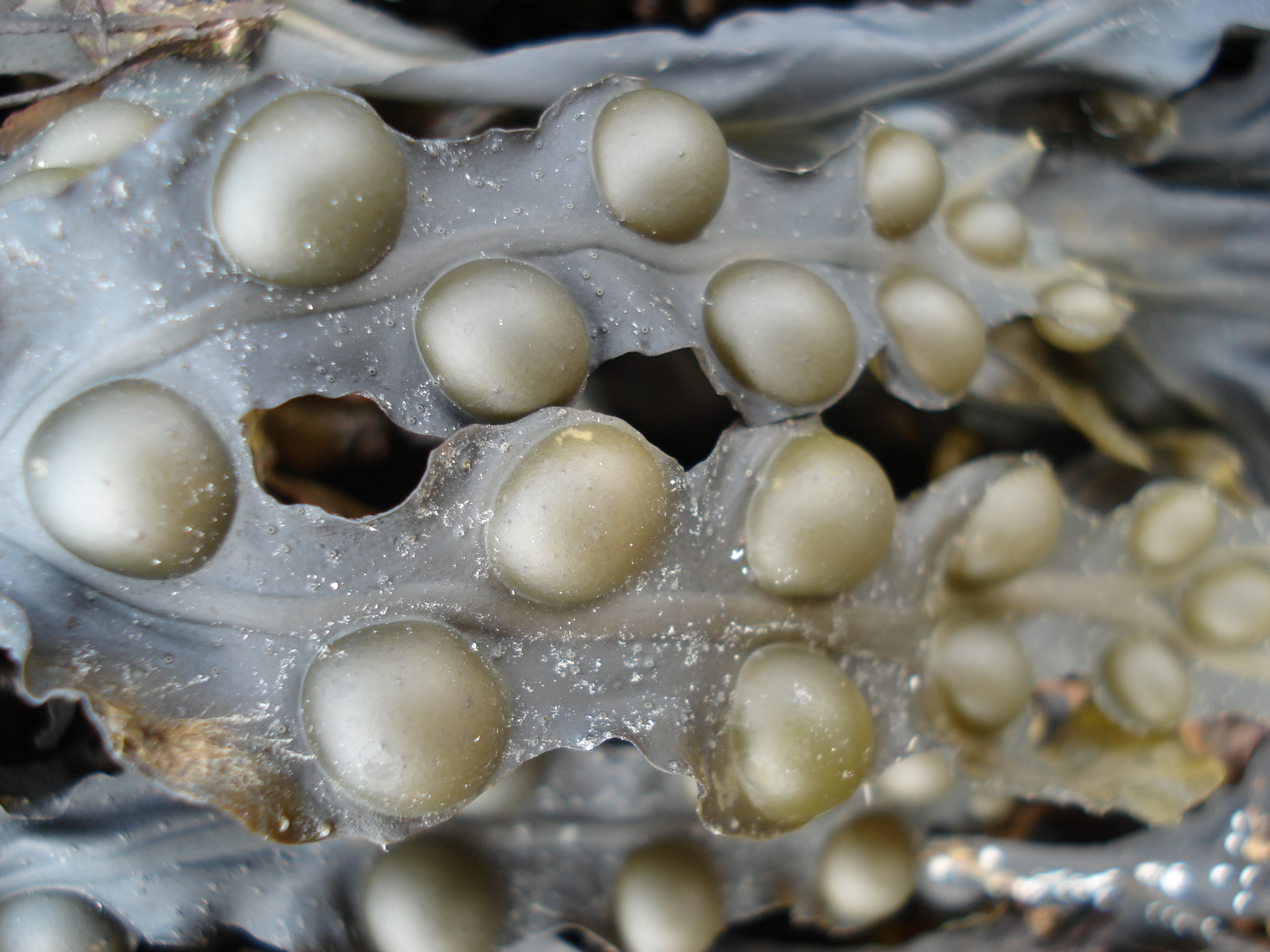
Aerocists
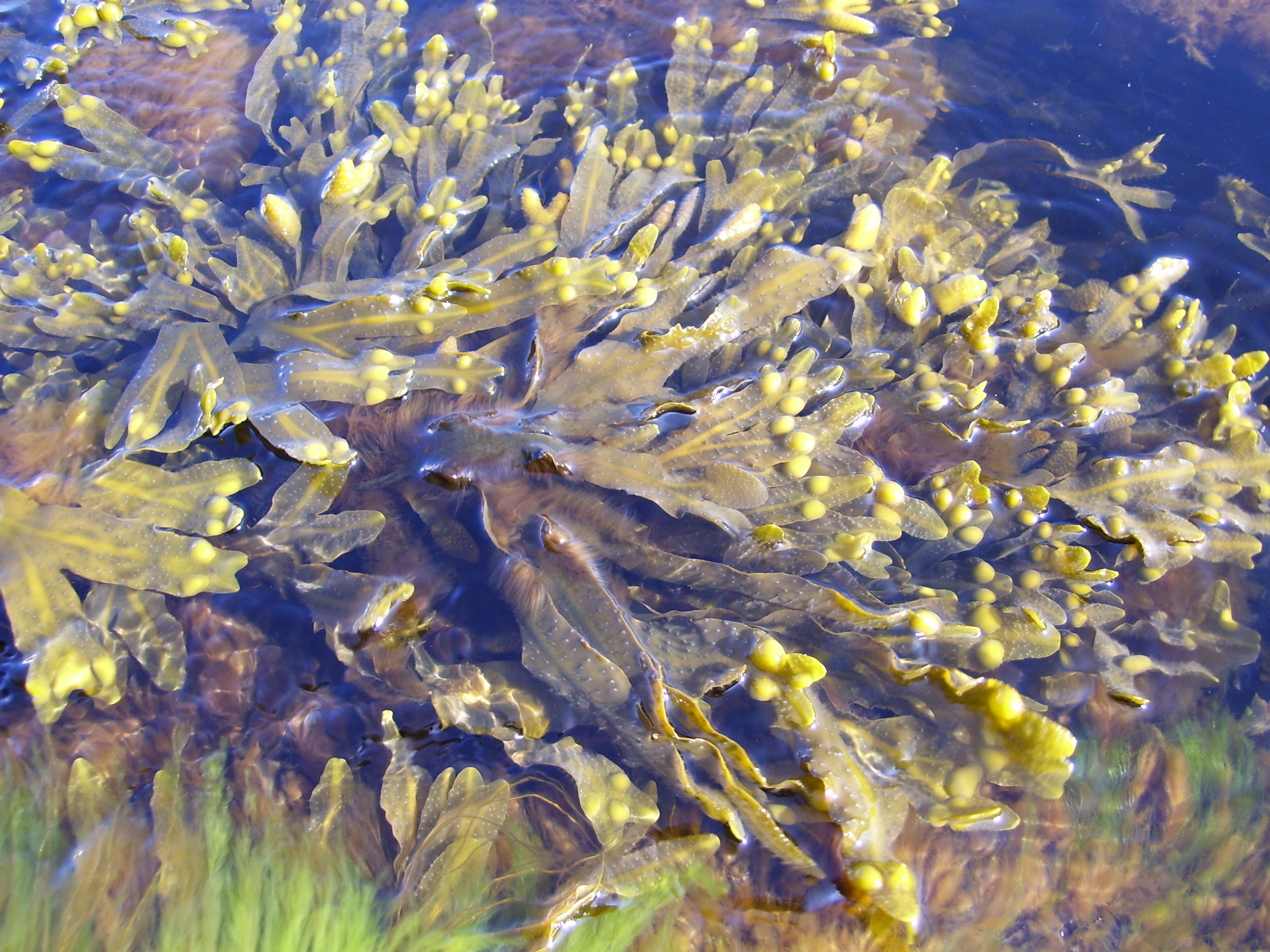
Fucus al mar
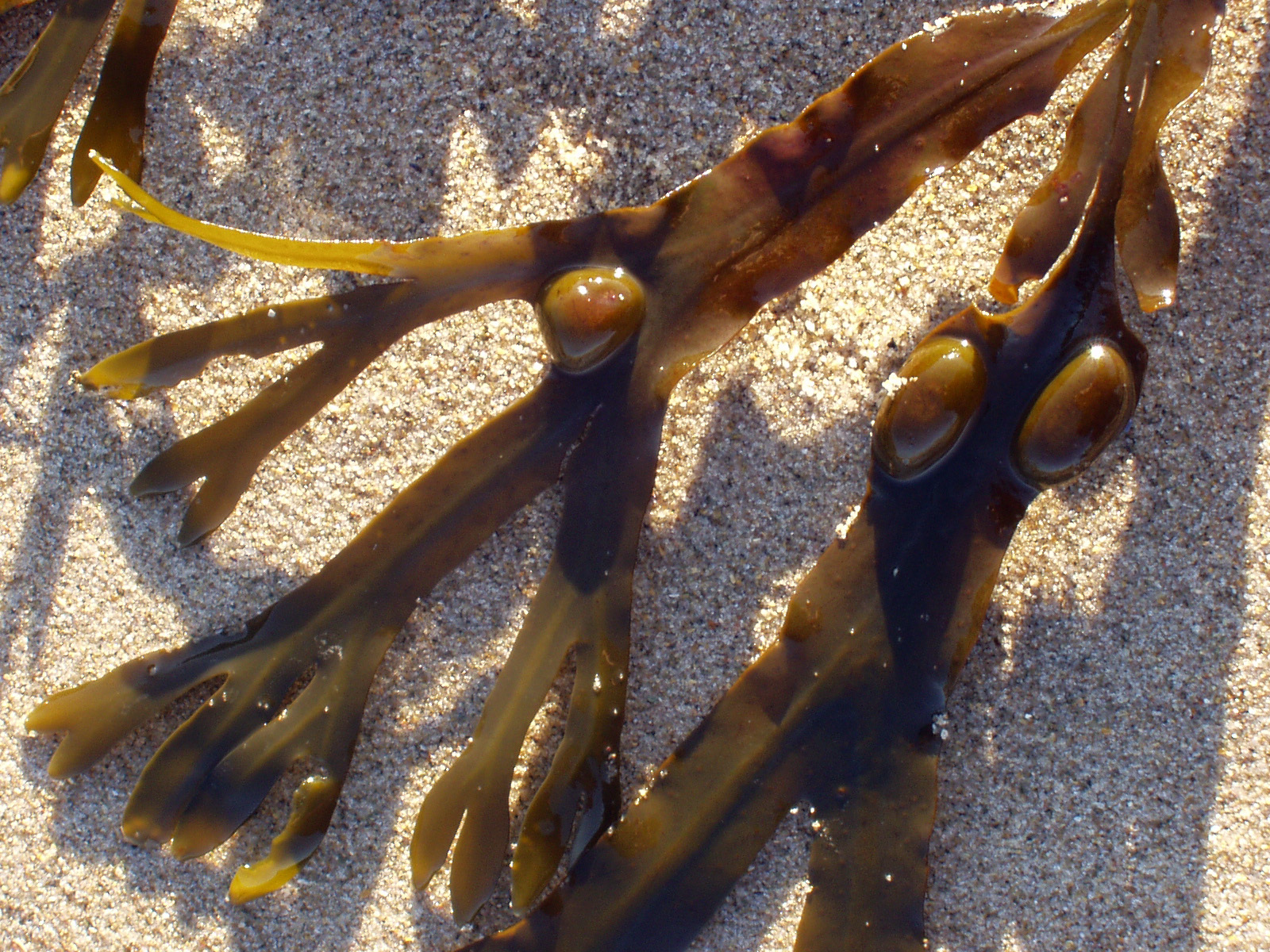
Ramificació dicòtoma